# Martin Theodore Orne
Martin Theodore Orne (Viena, 1927 — 11 de fevereiro de 2000) foi um psicólogo e psiquiatra norte-americano. Foi professor emérito da Universidade da Pensilvânia.